# Mikey (película)
Mikey es una película estadounidense de terror - thriller de 1992 dirigida por Dennis Dimster y protagonizada por Brian Bonsall, Josie Bissett, Ashley Laurence, John Diehl, Mimi Craven, Whit Hertford, Lyman Ward, David Rogge, Mark Venturini y Laura Robinson. La película se estrenó el 10 de marzo de 1992 en el Festival Internacional de Cine Fantástico de Bruselas.

## Sinopsis
La película se centra en el personaje de Mikey Calvin (Brian Bonsall), un niño de 10 años que es adoptado por una familia después que muere su anterior familia adoptiva. En lugar de ser un niño cariñoso que todos esperaban, Mikey resulta ser un psicópata violento y un asesino en serie. 

## Argumento
Un niño prende fuego a periódicos en el sótano. Su nombre es Mikey y tiene una hermana menor de 5 años, Beth, a quien culpa por el incendio cuando su madre adoptiva amonesta a Mikey.
Cuando Mikey es disciplinado por su madre adoptiva por iniciar el incendio, él responde haciendo que Beth se ahogue en la piscina, electrocutando a su madre adoptiva mientras ella está en el baño y matando a golpes a su padre adoptivo con un bate de béisbol. Mikey evita sospechas porque sólo tiene 10 años y le cuenta a la policía que un intruso mató a la familia. El detective Reynolds está asignado al caso y no sospecha de Mikey.
Un psiquiatra recomienda que Mikey sea acogido lo antes posible. La hermana de su madre adoptiva se presenta como posible cuidadora adoptiva, pero ella no quiere tener nada que ver con Mikey. Afirma que fue adoptado y que se sospechaba que había sufrido abusos por parte de miembros de su familia.
Luego lo envían a una nueva familia, Neil y Rachel Trenton, que no saben nada sobre el pasado de Mikey. Al presentarse como un niño amable y cariñoso, no muestra señales de alerta. También manifiesta un comportamiento que no es fuera de lo común en su deseo de tener éxito en un juego en la escuela.
Mikey luego se enamora de la hermana mayor de su nuevo mejor amigo Ben, Jessie, que es 10 años mayor que Mikey. Ella no está interesada en él y está saliendo con un chico llamado David. En un intento de hacer que Jessie lo ame, Mikey mata al gato de Jessie y lo coloca debajo del auto de David para que parezca que David era el responsable. Surge la tensión en la relación pero Jessie lo perdona. Mikey electrocuta a David mientras está en un jacuzzi pateando la radio en el agua. Después de que esto falla y su madre adoptiva lo descubre, la apuñala fatalmente con un fragmento de vidrio. Mata al director y a la maestra de su escuela con un arco, una flecha y una honda cuando llegan poco después para investigar sus sospechas, e intenta, sin éxito, dispararle a Jessie con un arco. Para evitar ser culpado, Mikey finge su propia muerte. Presenta un esqueleto de un niño de la misma edad que él, sacado de su salón de clases en la mesa del comedor y luego explota la casa con una fuga de gas y un cóctel Molotov cuando su padre adoptivo llega a casa y encuentra a todos muertos alrededor de la mesa. Las autoridades le dicen a Jessie que Mikey está muerto. Más tarde, Mikey, llamado "Josh", es adoptado por otra familia.

## Reparto
- Brian Bonsall como Mikey Calvin.
- Josie Bissett como Jessie Owens.
- Ashley Laurence como Shawn Gilder.
- John Diehl como Neil Trenton.
- Mimi Craven como Rachel Trenton.
- Whitby Hertford como Ben Owens.
- Lyman Ward como Mr. Jenkins
- David Rogge como David.
- Mark Venturini como Detective Jack Reynolds.
- Laura Robinson como Grace Calvin.